# Victor Salva
Victor Ronald Salva(Martinez, Califòrnia, el 29 de març de 1958) és un escriptor, productor i director de cinema estatunidenc. Majoritàriament dirigeix pel·lícules de terror. Entre els seus èxits destaquen pel·lícules com Powder o Jeepers Creepers.

## Primers anys i carrera
Salva va néixer en una família catòlica tradicional, a Martinez (Califòrnia). El seu pare biològic va abandonar la família. Salva explica que el padrastre sovint s'emborratxava i abusava físicament d'ell.
Un dels seus passatemps favorits quan era nen era veure Creature Features a televisió i pel·lícules com Tauró. A l'edat de 18 anys, la seva mare i el seu padrastre el van fer fora de casa per ser homosexual. Posteriorment, va començar a fer pel·lícules de baix pressupost.
En 1986, va fer una pel·lícula de terror de baix pressupost anomenada Something in the Basement (Alguna cosa en el soterrani), que va atreure l'atenció del cineasta Francis Ford Coppola, qui al seu torn va ajudar Salva a finançar el seu primer llargmetratge, Clownhouse (1989), i moltes altres pel·lícules.

## Condemnes penals
Als seus 29 anys, mentre dirigia Clownhouse, Salva va abusar sexualment d'un dels seus actors, Nathan Forrest Winters, que tenia 12 anys d'edat i va filmar les violacions. Salva es va declarar culpable per un càrrec d'obscenitat i conducta lasciva, un càrrec per sexe oral amb una persona menor de 14 anys, i tres càrrecs per adquisició de pornografia infantil. Salva va ser sentenciat a tres anys de presó. Va complir 15 mesos de la condemna abans de ser alliberat baix llibertat condicional, i va ser registrat com a delinqüent sexual.

## Carrera després de sortir de presó
Després de ser posat en llibertat, Salva va tenir una sèrie d'ocupacions temporals mentre intentava ser contractat com a director de cinema i vivia de l'ajuda financera atorgada per Coppola.
Set anys després de Clownhouse, Salva va fer una altra pel·lícula, The Nature of the Beast. En 1995, va dirigir la pel·lícula Powder, finançada per Disney. Posteriorment els mitjans van revelar l'historial delictiu de Salva, van especular sobre per què Disney contractaria a algú que havia estat condemnat per delicte sexual, i van assegurar que Salva no faria una altra pel·lícula fins a l'any 1999, Rites of Passage.
Salva va escriure i va dirigir la pel·lícula de terror Jeepers Creepers (2001) i la seva seqüela Jeepers Creepers 2 (2003).
En 2006, va dirigir Peaceful Warrior, la qual va obrir amb crítiques variades. Salva va dirigir Rosewood Lane en 2010, una pel·lícula de suspens protagonitzada per l'actriu Gina Philips de Jeepers Creepers i Ray Wise, i Jeepers Creepers 3, la tercera entrega de la popular franquícia de Jeepers Creepers, els fets de la qual succeeixen entre la primera i segona pel·lícula.

## Vida personal
Salva és obertament homosexual. Actualment resideix a Mulholland Drive a Los Angeles, Califòrnia.

## Filmografia

### Pel·lícules
| Any  | Pel·lícula                | Director | Productor | Escriptor | Crítica | Notes                |
| ---- | ------------------------- | -------- | --------- | --------- | ------- | -------------------- |
| 1986 | Something in the Basement | Sí       | Sí        | Sí        | -       | Curtmetratge         |
| 1989 | Clownhouse                | Sí       | Sí        | Sí        | 40%     | Debut com a Director |
| 1995 | Powder                    | Sí       |           | Sí        | 47%     |                      |
| 1995 | The Nature of the Beast   | Sí       |           | Sí        |         |                      |
| 1999 | Rites of Passage          | Sí       |           | Sí        |         |                      |
| 2001 | Jeepers Creepers          | Sí       |           | Sí        | 45%     |                      |
| 2003 | Jeepers Creepers 2        | Sí       |           | Sí        | 23%     |                      |
| 2006 | El guerrer pacífic        | Sí       |           |           | 25%     |                      |
| 2011 | Rosewood Lane             | Sí       |           | Sí        |         |                      |
| 2014 | Dark House                | Sí       | Sí        | Sí        | 9%      |                      |
| 2017 | Jeepers Creepers 3        | Sí       | Sí        | Sí        | 20%     |                      |